# نمش‌شاندورهازا
نِمِش‌شاندورهازا (به مجاری:  Nemessándorháza) یک منطقهٔ مسکونی در مجارستان است که در زالا واقع شده‌است.